# Chiesa di Sant'Anatolia Vergine e Martire
La chiesa di Sant'Anatolia Vergine e Martire è un edificio religioso ubicato a Gerano, comune della città metropolitana di Roma Capitale.
La chiesa, di modeste dimensioni, dalla semplice impostazione romanica con facciata a capanna e navata unica, venne edificata presumibilmente nel VI secolo. Nella suddivisione territoriale della chiesa cattolica, è collocata nella Quinta Vicaria della diocesi di Tivoli, suffraganea della parrocchia di San Lorenzo Martire.

## Storia
L'edificio nasce come Curtis Dominica già dal VI sec. d.C. divenendo una vera e propria chiesa con un importante ruolo come centro religioso intorno al X secolo. Fondata da papa Gregorio Magno, restò soggetta al vescovo di Tivoli fino al 1639, ma il culto di sant'Anatolia a Gerano fu anteriore a quello dei monaci benedettini di Subiaco tributatole dopo la translazione del corpo della santa.
Nel 932 infatti, per volere di papa Leone III, abate di Subiaco, dopo le incursioni saracene avvenne la traslazione da Castel di Tora (santuario principale) del corpo di Sant'Anatolia e di Audace. 
Nel 936, la Diocesi di Tivoli continuava a esercitare il potere sulla chiesa, nonostante questa fosse inglobata nel territorio della Massa Giovenzana (appartenente a Subiaco). Il 6 maggio 1169 fu firmata la Tregua di Sant'Anatolia che ratificava la pace tra l'Abate Simone e il Conte Ruggero. Papa Urbano VIII nel 1639 approvò la transazione della chiesa dal cardinale di Tivoli agli abati di Subiaco. Fu così concluso il conflitto tra la Diocesi di Tivoli e l'Abazia di Subiaco che durava da più di 200 anni.
La chiesa, la più antica della valle del Giovenzano, è stata consolidata e ampliata con una serie di interventi nel XVI secolo che l'hanno portata all'aspetto attuale, dal 2000 al 2002 fu ristrutturata a causa del terremoto che ha colpito il comune. Sin dal V secolo la zona in prossimità dell'edificio religioso era utilizzata per realizzare delle fiere di allevamento e dei prodotti della terra, le cosiddette nundinae.